# 山河镇 (五常市)
山河镇是中国黑龙江省哈尔滨市五常市下辖的一个镇，位于五常市南部。

## 行政区划
现辖：
东南社区、东北社区、站前社区、铁路社区、共和社区、双兴社区、东铁村、兴旺村、永胜村、共和村、山河村、太平川村、平安村、付船口村、爱路村、福安村、万宝村、长胜村和太平山村。